# Sorg
Sorg är ett känslomässigt tillstånd utlöst av oåterkalleliga eller övermäktiga negativa händelser, såsom bortgång av en nära anhörig. Vid förlusten av en närstående upplever de flesta människor en övergående, snarare än bestående, smärta och ångest. Denna typ av sorg är en vanlig reaktion på förlusten av en närstående och är inte förknippad med ett försämrat psykiskt hälsotillstånd. Sorg medför dock en ökad risk för att uppleva ett flertal psykiatriska diagnoser såsom depression, post-traumatisk stress och komplicerad sorg. Komplicerad sorg, till skillnad från de flesta sorgereaktioner, innebär att påtagliga symptom av sorg, såsom separationsångest, består minst 6 månader efter förlusten. Komplicerad sorg drabbar ungefär 10% av de som upplever förlusten av en närstående. Kognitiv beteendeterapi har visats effektiv i behandlingen av komplicerad sorg .

## Fenomenet sorg
Sorg räknas som en primärkänsla - det är en känsla som nyfödda kan känna. Den liknar depressioner, och kan ta sig många yttringar. Det är vanligt med nedstämdhet, gråt, känsla av hopplöshet, smärtor i bröstet, apati, psykomotorisk hämning, med mera. Men sorg kan också uttryckas mer exalterat, som psykomotorisk agitation, genom till exempel att riva sönder sina kläder, skrika, skada sig själv, och vrida sina händer. Beroende på grad av självkontroll och styrka på sorgen, kan sorgen vara mer eller mindre märkbar för andra.
Skillnaden mellan sorg och depression är huruvida känslan är befogad eller inte, om känslan har en objektiv legitimitet. Depression kan också definieras som en kvardröjd sorg, sorg som inte går över; efter en tid brukar sorg som regel avklinga i att känna sig ledsen. Svåra depressioner, som melankoli, innehåller också element av ångest, misstänksamhet och missnöje, vilka sorg saknar. Känslor av sorg ingår emellertid som symtom på depression och melankoli.

## Den freudianska distinktionen mellan sorg och depression
Den freudianska uppfattningen om sorg är att den alltid beror på förlust av ett objekt. Sorg är en stark stressor. Den freudianska uppfattningen om skillnaden mellan depression och sorg, är att den som sörjer förr eller senare försöker föra över sin längtan efter det förlorade objektet, till ett annat objekt, ett substitut. Substitutet hjälper personen att komma över och fullborda sorgeprocessen. Enligt den freudianska teorin beror depressionen således på den sörjandes uppfattning om det förlorade objektet. Om det förlorade objektet är alltför upphöjt i den sörjandes ögon blir det alltför svårt att finna ett godtagbart substitut. Därför fullbordas aldrig sorgeprocessen, enligt teorin. Sorgen i sig, menade Freud, beror på den investering som gjorts i objektet, som den sörjande ser gå förlorad. Sorgen, enligt denna teori, innehåller därför inslag av låg självuppskattning, en känsla av att vara värdelös. 
Enligt John W. James och Russel Friedman så är dock idén om att försöka ersätta förlusten ohjälpsam och omöjlig att genomföra då alla relationer är unika, och de menar att det mest hjälpsamma är att försöka "fullborda" relationen med att skriva ett särskilt utformat brev till den saknade.
Föreställningar om sorg innefattar som regel att de uppkommer av tillfälliga förändringar. Dock förekommer också kronisk sorg, det vill säga en normal sorgereaktion på en livslång förlust, till exempel förlust av hälsa, att drabbas av en dödlig sjukdom, eller att ens barn drabbas av kronisk ohälsa. Sådan sorg brukar vara periodiskt återkommande i skov.

## I kulturen
I västerlandet har sorg ofta symboliserats av svart färg, bland annat på sorgkläder och sorgband. Särskilt i äldre tid var det vanligt att man klädde sig i svart en längre tid efter en närståendes bortgång, vilket också var en signal till andra människor att ta det varligt på grund av ens känslomässiga tillstånd.

## Biologisk respons
De endokrina reaktionerna på sorg skiljer sig förmodligen mellan könen. Kvinnors prolaktinnivåer verkar stiga och mäns prolaktinnivåer sjunka av sorg.